# Церква Вознесіння Господнього (Вигода, ПЦУ)
Церква Вознесіння Господнього у Вигоді — парафія і храм Борщівського благочиння Тернопільської єпархії Православної церкви України в селі Вигода Чортківського району Тернопільської области.

## Історія церкви
У 1926 році розпочалося будівництво храму за кошти парафіян, але через брак фінансування його не завершили. У 1989 році, після святкування 1000-ліття Хрещення Київської Русі, храм почали добудовувати під керівництвом настоятеля о. Павла Мисака за пожертви з усього району. Того ж року його освятили.
У 1990 році о. Павло Мисак з парафіянами зареєстрували статут Автокефальної Православної Церкви, а пізніше перейшли до Київського Патріархату (нині ПЦУ).
За служіння о. Михайла Бобика було зроблено ремонт навколо церкви.
За пожертви родини Дідичів збудували капличку на честь Покрови Пресвятої Богородиці.
У храмі зберігається образ святого Миколая Чудотворця, переданий з Греції.

## Парохи
- о. Павло Мисак (1990—1992),
- о. Михайло Бобик (з 1992).